# 氨水
氨水（ammonia solution，ammonia water）指氨氣的水溶液，写作 {\displaystyle {\ce {NH3}}}(aq)，有强烈刺鼻气味，為具弱鹼性的液体。
氨分子在溶液中发生微弱水解，生成少量氢氧根离子及铵离子，因而舊式化學書本中称为氢氧化铵（ammonium hydroxide）写作 {\displaystyle {\ce {NH4OH}}} 或 {\displaystyle {\ce {NH3.H2O}}}。
氨在水中的电离可以表示为：
{\displaystyle {\ce {NH3*H2O <<=> {NH4}^{+}+ OH-}}}
反應平衡常數{\displaystyle K_{b}=1.8\times 10^{-5}}。
{\displaystyle \mathrm {K_{b}={[NH_{4}^{+}][OH^{-}] \over [NH_{3}]}} }
1M氨水的pH值为11.63，大约有0.42%的{\displaystyle {\ce {NH3}}}分子变为{\displaystyle {\ce {NH4{^{+}}}}}離子。
氨水是实验室中氨的常用来源。它可与含二價铜离子的溶液作用生成深蓝色的配合物，也可用于配置多伦试剂等分析化学试剂。

## 用途
氨水可给土中的土壤胶体吸附和给作物吸收，无残留物质，适用于各种土壤和作物。氨水也可以作為玻璃的清潔劑。